# 发展理论
发展理论的研究对象是发展中国家的经济和社会低增长不增长的原因及对策。

## 理论分类
1. 列宁和盧森堡的外生理论（帝国主义理论），认为发展中国家的低下的发展状态是因为工业化国家的剥削。
2. 自由和保守理论家认可外生理论，认为低下的发展状态源自古老的社会经济结构和腐败。
3. 依附理論强调发展中国家对工业化国家的依赖，并将发展中国家表面所存在的腐败等视为依赖的后果。